# Albin Öfverlund
Albin Anian Öfverlund, född 17 november 1883 i Åbo, död 22 juli 1971 i Helsingfors, var en finländsk musiker. 
Öfverlund var violoncellist i Helsingfors stadsorkester 1912–1950, undervisade i cellospel vid Helsingfors konservatorium, sedermera Sibelius-Akademin 1918–1954 och var dirigent för Brages stråkorkester från 1922. Han arrangerade folkmelodier för stråkorkester och komponerade bland annat flera rapsodier över finlandssvenska folklåtar och stråkkvartetter. Han blev director musices 1934 och tilldelades Pro Finlandia-medaljen 1950.